# Bernardino Radi
Bernardino Radi (* 2. Dezember 1581 in Cortona; † 29. Mai 1643 in Rom) war ein italienischer Architekt, Bildhauer und Graveur.

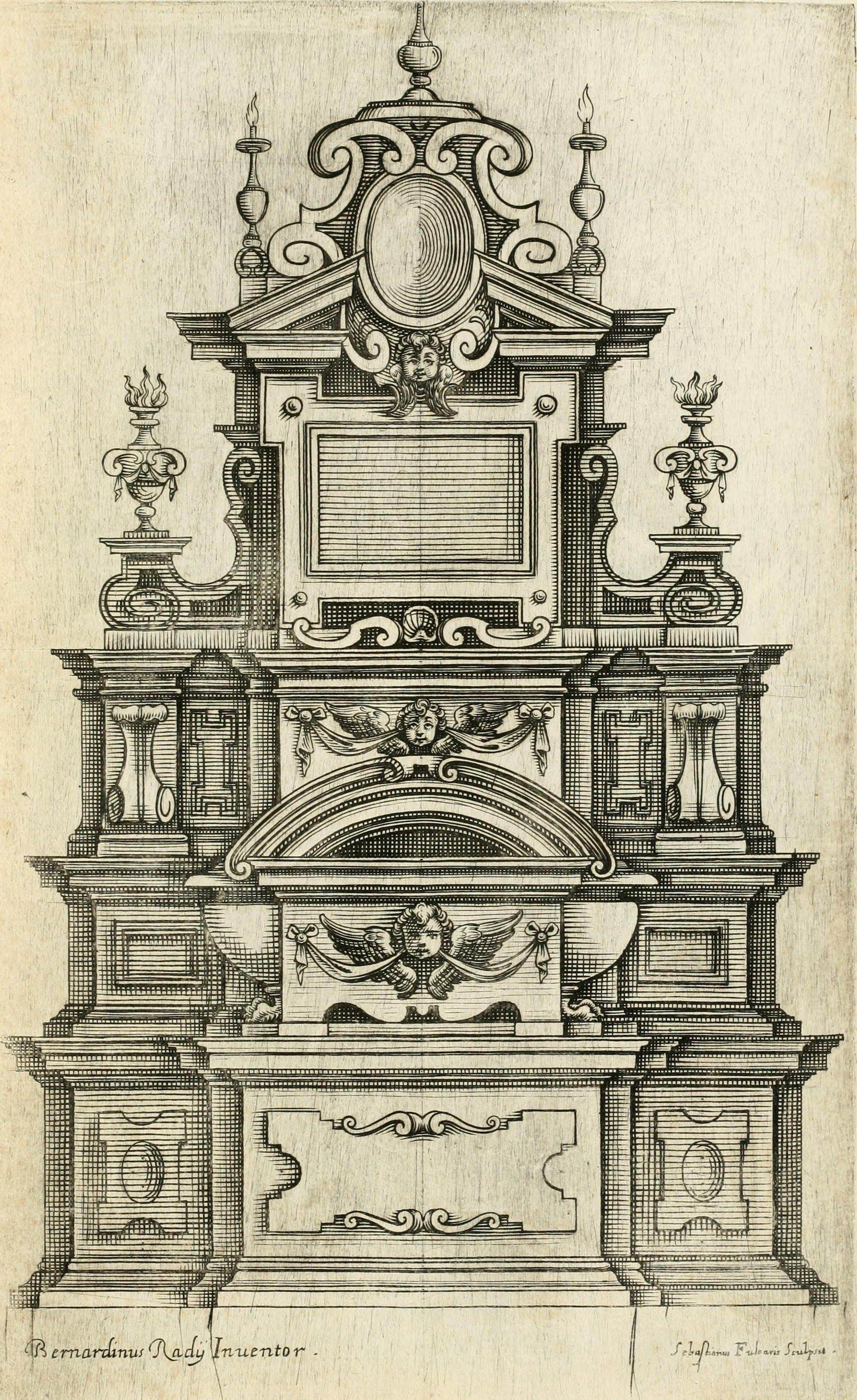
Bernardino Radi, Verschiedene Zeichnungen von Gräbern und Grabdenkmälern (1619)

## Leben
Er wurde 1581 als Sohn von Mariotto di Bernardino, einem Steinmetz aus Cortona, geboren. Seine künstlerische Ausbildung erhielt er in seiner Heimatstadt Cortona. Dann ging er nach Rom, wo er zusammen mit seinem Bruder Agostino als Bildhauer arbeitete. Er schuf Skulpturen für Kardinal Scipione Borghese im Garten von Montecavallo, Brunnen für den Vatikanpalast, die Porta Cavalleggeri und den Quirinalspalast sowie Dekorationen und liturgische Geräte für die Basiliken Sant’Agnese fuori le mura und Santa Maria Maggiore.
Nachdem er bei Carlo Maderno seine Ausbildung absolviert hatte und 1624 von Kardinal Carlo de’ Medici als Architekt zugelassen worden war, wurde er zum Leiter der Werkstätten von Civitavecchia ernannt. Zwischen 1626 und 1627 gestaltete er die Fassade des Palazzo Giardino di Trinità dei Monti neu und leitete 1628 die Arbeiten an der Villa Sacchetti in Castel Fusano. Er war auch in Florenz tätig, wo er sich mit städtebaulichen Umgestaltungen, Restaurierungen und Wasserbauten beschäftigte.

## Publikationen
- Varie inventioni per depositi di Bernardino Radi cortonese, Rom, Godifredo de Scaichi (1618)
- Disegni varii di depositi, ò sepolcri inventati da Bernardino Radi da Cortona, Rom (1619)
- Vari disegni de architettura, ornati de porte inventati da Bernardino Radi da Cortona, Rom (1619)
- Varie inventioni per depositi di Bernardino Radi cortonese, Rom (1625)
- Scudiero di varii disegni d’arme e targhe fatto à benefitio publico per li scultori, pittori, e intagliatori inventate dal cavaliere Bernardino Radi, Florenz (1636)
- Disegni varij di cartelle del cavalier Bernardino Radi da Cortona date in luce da Calisto Ferrante, Rom (1649)